# 펑취안 (바둑 기사)
펑취안(중국어: 彭荃, 병음: Peng Quan, 한자음: 팽전, 1985년 11월 9일 ~ )은 중화인민공화국의 바둑 기사이다. 구이저우성 구이양시 출신으로 중국기원 소속의 7단이다. 중국 전국바둑개인전 준우승 2회와 응씨배 세계 바둑 선수권 대회 4강에 진출했다. ‘작은이창호’라는 별명을 갖고 있다.

## 경력
구이저우성 구이양시에서 태어나 아버지의 영향으로 바둑을 시작했고 6세 경에 바둑학원에 들어갔다. 1994년 베이징시의 중국기원에 견학을 갔을 때 류샤오광에게 눈에 띄어 하이난성 팀으로 추천을 받았고 정저우시로 이사했다. 1995년 제1회 전국소년전 C조(11세 이하)에서 우승했고 1996년 프로바둑에 입단하여 당시 12세 나이로 중국기원 최연소 입단을 기록했다. 1999년 세계청소년바둑선수권대회 청년부에서 우승했고 같은해 14세의 나이로 춘란배 세계 바둑 선수권 대회 중국 대표로 선발되어 차민수, 유창혁 등과 함께 주목을 받았다. 2001년 명인전 8강과 천원전 4강에 진출했다.
2002년 2단으로 승단했고 전국바둑개인전 2위와 신인왕전 우승을 차지했다. 2003년 초상은행배에서 준우승하고 이듬해 TV 바둑 아시아 선수권대회에 출전했다. 2005년 춘란배에서 3위를 차지했고 2006년 제8회 농심 신라면배 세계바둑 최강전에서 5명을 연속으로 이겨 5연승을 기록했다. 이후 7단으로 승단했다. 2009년 명인전 4강에 진출했고 2010년 BC카드배 월드 바둑 챔피언십 16강에 올랐다. 2011년 초상은행배 4강에 진출했고, 2013년 제1회 몽백합배 세계 바둑 오픈전에서 32강에 올랐다.